# Prosorhochmus americanus
Prosorhochmus americanus är en djurart som tillhör fylumet slemmaskar, och som beskrevs av Gibson, Moore, Ruppert och Turbeville 1986. Prosorhochmus americanus ingår i släktet Prosorhochmus och familjen Prosorhochmidae. Inga underarter finns listade i Catalogue of Life.